# Voo TACV 5002
O voo TACV 5002 foi um voo operado pela TACV que caiu em 7 de agosto de 1999. Devido a problemas técnicos, a aeronave que normalmente serviria a rota do Aeroporto de São Pedro na Ilha de São Vicente, Cabo Verde, para o Aeródromo Agostinho Neto na Ilha de Santo Antão, um De Havilland Canada DHC-6 Twin Otter, foi substituído por um Dornier Do 228 da Guarda Costeira do Cabo Verde.
O avião decolou de São Pedro as 11:42 para Agostinho Neto. Treze minutos após a decolagem, chuva e neblina cobriram Santo Antão, pondo o aeroporto de chegada abaixo dos mínimos de regras de voo visual. Os pilotos decidiram retornar a São Vicente as 11:56. A aeronave sobrevoou a ilha de Santo Antão as 12:02, mas caiu em uma montanha a uma altitude de 1370 metros. O avião pegou fogo, matando todos os 18 passageiros e tripulantes a bordo.